# Mahir Jasem
Mahir Jasem (tiếng Ả Rập: ماهر جاسم) (sinh ngày 22 tháng 1 năm 1989) là một cầu thủ bóng đá người Các Tiểu vương quốc Ả Rập Thống nhất. Anh thi đấu cho U-20 UAE và Hatta.
Maher là một trong những cầu thủ trẻ có biệt danh "The Dream Team" đặt bởi người hâm mộ AlWasl Club khi đội bóng giành chức vô địch từng mùa giải trẻ họ tham gia.